# Abu sch-Schalaghlagh
Abu sch-Schalaghlagh (arabisch أبو الشلغلغ, DMG Abū š-Šalaġlaġ; † ca. 899), eigentlich Abu Ali Muhammad (أبو علي محمد, Abū ʿAlī Muḥammad) war der dritte Führer (Großmeister) der Ismailiten in Salamya.

## Leben
Abu sch-Schalaghlagh war ein Enkel von Abdallah al-Akbar, dem Begründer der ismailitischen Bewegung, aus der die Fatimiden hervorgehen sollten. Er erbte die Leitung der Sekte von seinem Vater Ahmad und lebte wie seine Vorgänger als Kaufmann getarnt im syrischen Salamya. Von hier aus leitete er die geheimen Ismailiten-Zellen, die von seinen Missionaren (dāʿīs) überall in der islamischen Welt aufgebaut wurden und auf das Erscheinen des verborgenen Mahdis Muhammad ibn Ismail warteten, als dessen Stellvertreter Abu sch-Schalaghlagh galt (der offizielle Großmeistertitel war Huddscha – „Beweis“). Unter seiner Führung errang die Mission (dawa) große Erfolge, wobei diese sich vor allem auf die Randgebiete des Kalifats konzentrierte, wo die Macht der verhassten Abbasiden-Kalifen von Bagdad nicht so stark war. Unter dem Missionar Hamdan Qarmat konnten aber auch im Irak Anhänger bis in die höchsten Kreise der Bagdader Reichsverwaltung gewonnen werden, während Abū ʿAbdallāh asch-Schīʿī (Maghreb), al-Dschannabi (al-Hasa) sowie Ibn Hauschub und al-Fadl (Jemen) in ihren Missionsgebieten Herrschaften errichteten.
Die Erfolge wurden durch eine straffe Organisation der Anhänger ermöglicht. Sie können auch damit erklärt werden, dass sich die Lehre der Schiiten Ende des 9. Jahrhunderts in einer Krise befand, da 874 der 11. Imam ohne Nachfolger verstorben war. Die Lehre vom verborgenen 12. Imam (siehe Imamiten) sollte sich erst langsam durchsetzen, sodass die Missionare der Ismailiten mit dem bald als Messias in Erscheinung tretenden Aliden Muhammad ibn Ismail einen neuen Führer der Schia propagieren konnten.
Als seinen Nachfolger designierte Abu sch-Schalaghagh seinen Neffen Said ibn al-Husain, den späteren Fatimiden-Kalifen Abdallah al-Mahdi, den er mit seiner Tochter verheiratete.